# Clermont-Auvergne Hockey Club
Die Sangliers Arvernes (offizieller Name: Clermont-Auvergne Hockey Club) waren eine französische Eishockeymannschaft aus Clermont-Ferrand, welche von 1972 bis 2005 existierte.

## Geschichte
Der Clermont-Auvergne Hockey Club wurde 1972 gegründet. Der Verein nahm während mehrerer Spielzeiten an der höchsten französischen Eishockeyspielklasse teil. Größter Erfolg war der Gewinn der Meisterschaft der zweitklassigen Division 1 im Jahr 1999. In der Saison 2004/05 stieg die Mannschaft als Letztplatzierter der Ligue Magnus ab. Aufgrund finanzieller Probleme ging die Mannschaft jedoch in Konkurs. Anschließend wurde Hockey Clermont Communauté Auvergne als Nachfolgeteam gegründet. 

## Erfolge
- Meister der Division 1: 1999

## Bekannte Spieler
- Pål Grotnes
- Sami Ryhänen